# ペトロポリス大聖堂

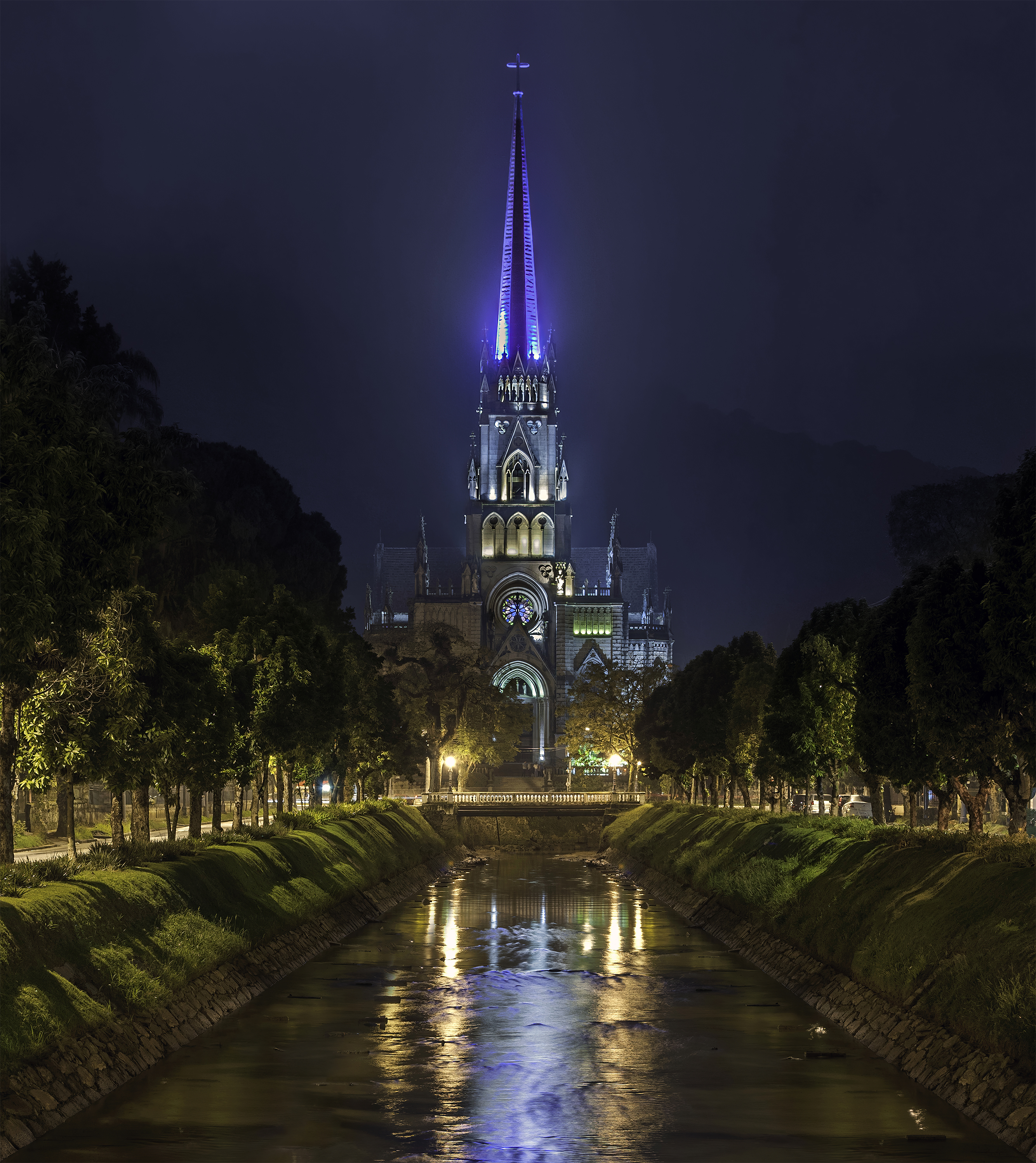
ペトロポリス大聖堂

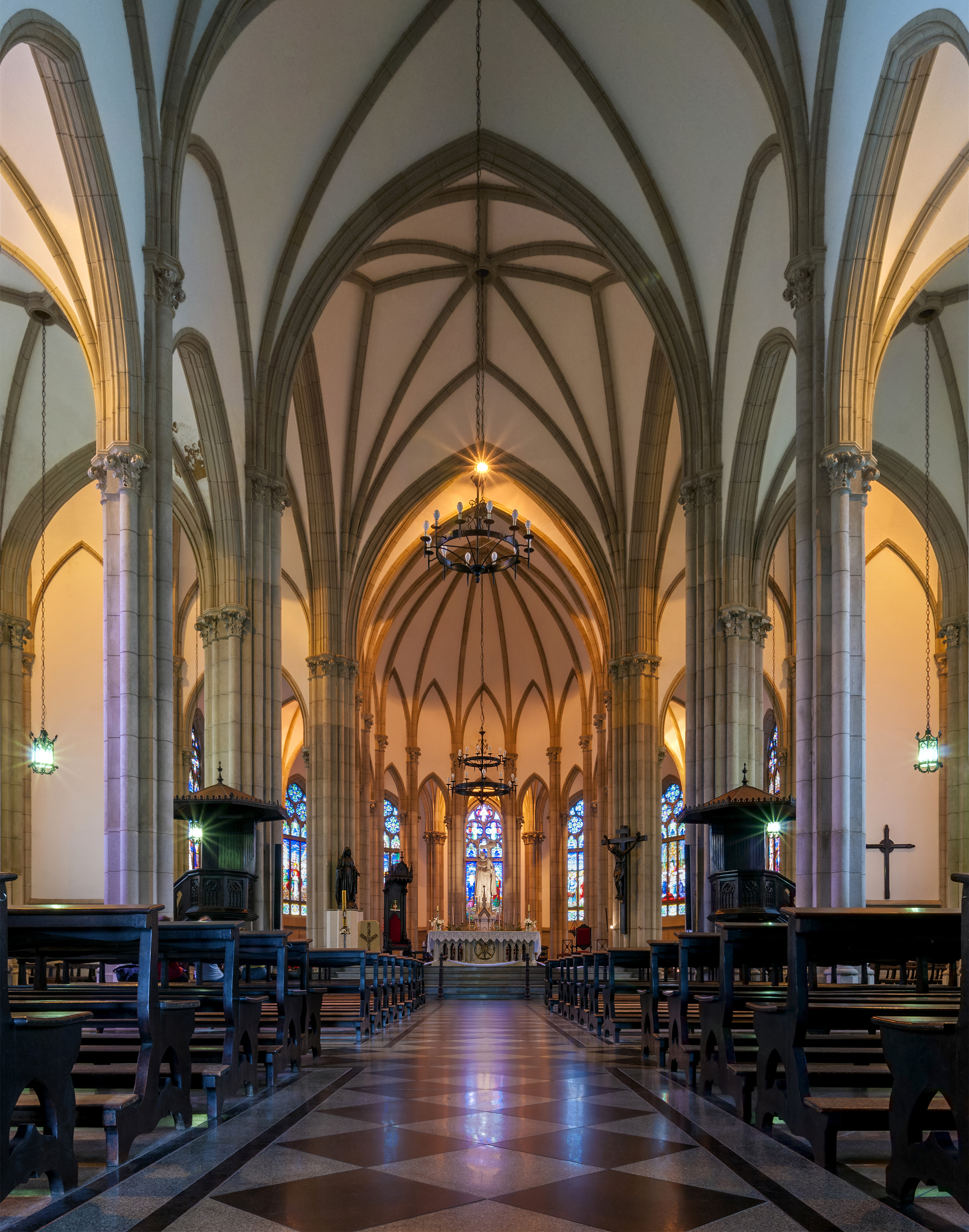
内部

ペトロポリス大聖堂（ポルトガル語: Catedral de São Pedro de Alcântara）は、正式名称をサン・ペドロ・デ・アルカンタラ大聖堂という、ブラジル、リオデジャネイロ州ペトロポリスにあるカトリックの大聖堂。ペトロポリス司教座が置かれている。ペトロポリス市及びブラジル皇室の守護聖人である、アルカンタラのペトロ（en:Peter of Alcantara）へ献堂されている。大聖堂内には、ブラジル皇室の皇室霊廟（pt）がある。
前身は、ペトロポリスの夏の離宮前にあったマトリス・デ・ペトロポリス教会である。1843年のペトロポリス都市開発計画により、新たな建物の建設が計画された。皇帝ペドロ2世と皇女イザベルが新教会建設に関心を寄せたことから、1870年代に計画が本格化した。1871年に公式に建設が決定したものの、その建築様式がなかなか決まらなかった。現在の建物は、1884年に建築家フランシスコ・カミニョアが建て始めたもので、当時流行していたネオ・ゴシック様式である（北フランスにある古い聖堂を参考にした）。
1901年に共和制が成立した後も工事は停止しなかった。1925年に建物の全景が現れ、同年11月29日に奉献されたが、その後も工事は続いた。ファサードは1930年代に、塔は1969年に完成した。
1920年、ブラジル皇室の入国禁止法が廃止された。1921年、既に亡くなっていたペドロ2世とテレサ皇后の棺は、それまで安置されていたリスボンのサン・ヴィセンテ・デ・フォーラ修道院（ブラガンサ家の菩提寺）から、リオデジャネイロのリオデジャネイロ旧大聖堂へ移された。1925年12月、ペドロ2世とテレサ皇后の棺がペトロポリス大聖堂へ移された。ついに1939年12月5日、ジェトゥリオ・ヴァルガス大統領ら政府関係者列席のもと、皇帝夫妻の石棺の設置で大聖堂内に皇室霊廟が置かれたことが宣言された。1971年には、皇女イザベルとその夫ウー伯ガスタンの石棺が霊廟に埋葬された。
座標: 南緯22度30分20秒 西経43度10分45秒 / 南緯22.50556度 西経43.17917度